# 低血壓
低血壓在生理學及醫學上是指血壓不正常地低。比起病症，低血壓較適合稱作一種生理狀況。目前世界衛生組織沒有訂定低血壓的標準，但如果一般成人血壓小於（90/60mmHg）時，可能會被判斷有低血壓。縱然沒有明確指明，但它一般都與休克有關聯。

## 自然生理學
血壓是由身體的自主神經系統不斷的調節，透過使用精細的感應器、神經及激素來平衡傾向

## 成因及結構
低血容是最普遍導致低血壓的原因。這可以是由於出血或失血、飢餓時液體攝取量不足、或是過度失去水份，如痢疾或嘔吐等。低血容積經常會因使用利尿劑等而引發，不同的藥物使用亦會引起此情況。
儘管在正常的血容積下，因嚴重充血性心臟衰竭、大型的心肌梗塞或心跳過緩而造成心輸出量的減少，同樣會引起低血壓，並可以急劇發展成休克。心律不整亦同樣經常會造成低血壓。乙型交感神經阻斷劑在使用後會令心跳下降及降低心肌供血的能力，亦是造成低血壓的另一成因。
因腦部或脊髓受損或自律神經失調引起的交感神經的輸出下降或副交感神經活躍化，這會導致過度的血管舒張或不足的血管阻力，造成低血壓。其他引起過度血管舒張的原因有敗血病、酸中毒或使用如鈣離子阻斷劑或血管緊張素轉化酶抑制劑等藥物。很多麻醉藥及技術，包括脊椎麻醉及大部份的吸入式麻醉劑都會造成明顯的血管舒張。

## 综合症
姿勢性低血壓是一種常見的低血壓型態。它會在改變身體位置時，尤其是從坐下或躺下的姿勢改為直立的姿勢時出現。它一般都是暫時性的低血壓，是因自主神經系統延誤了正常的調節功能。在低血容時會出現此情況。而當使用不同藥物時，尤其是上述那些令血壓降低的藥物或是精神科藥物，如抗抑鬱藥等，都會有此副作用。在躺下、坐下或站立時簡單量度血壓及心跳都能確定體位型低血壓的情況。
血管迷走神經性暈厥是由於副交感神經的迷走神經增加活動所引起。
另一種較少見的是餐後低血壓，在用餐後的30-75分鐘出現。由於在消化時大量的血液會被送往小腸，身體必須增加心跳及血管舒張來抵消局部血流量改變。一般相信這種形式的低血壓是因失調或自主神經系統老化未能作出適當的調節而起的。

## 徵狀
低血壓的主要徵狀是頭昏及無力。如果血壓低至某個程度，可能會出現昏厥，甚至癲癇等情況。低血壓一般都會有以下徵狀，但多是與低血壓的成因有關，而非低血壓本身的影響：
- 胸痛
- 呼吸困難
- 心律不齊
- 發熱高於38.3℃或101℉
- 頭疼
- 頸部僵硬
- 嚴重的背痛
- 咳嗽帶有痰
- 長期的痢疾或嘔吐
- 吞嚥困難
- 排尿困難
- 尿液帶有惡臭
- 使用藥物後的不良反應
- 激烈或危害生命的過敏反應
- 眩暈
- 癲癇
- 昏迷
- 疲勞